# Lost in Space - Perduti nello spazio
Lost in Space - Perduti nello spazio (Lost in Space) è un film del 1998 diretto da Stephen Hopkins.
Il film, interpretato da William Hurt, Matt LeBlanc e Gary Oldman, è un remake cinematografico della serie televisiva fantascientifica di Irwin Allen Lost in Space, trasmessa dalla CBS tra il 1965 e il 1968, che vede la famiglia Robinson in lotta per salvare sé stessa e il futuro dell'umanità, dispersa in una zona inesplorata dell'universo. La serie televisiva è a sua volta liberamente ispirata al romanzo del 1812 Il Robinson svizzero, scritto da Johann David Wyss.

## Trama
A causa dell'inquinamento atmosferico, nel 2058 lo scienziato John Robinson e la sua famiglia, composta dalla moglie Maureen e dai tre figli, Judy, Penny e Will, vengono scelti per una missione a bordo della Jupiter II. Il loro compito è quello di completare la costruzione di un portale per l'iperspazio in orbita attorno al pianeta Alpha Primo, l'unica speranza per gli abitanti della Terra. La Rivolta Globale, un gruppo terroristico contrario alla missione, riesce però ad assassinare il pilota designato per accompagnare la famiglia Robinson, così il maggiore Don West viene scelto come sostituto.
Il dottor Zachary Smith è una spia dei terroristi che riesce a sabotare il robot a bordo della Jupiter prima del lancio. Viene tuttavia tradito dai terroristi stessi che lo lasciano incosciente a bordo del vascello mentre questo viene lanciato, per non lasciare nessun testimone. Poco dopo l'inizio del viaggio, il robot, riprogrammato, si attiva e inizia a distruggere i sistemi della nave per poi dirigersi verso l'equipaggio già in stato di ibernazione. Smith, ripresosi, riesce a svegliare in tempo i Robinson e West che riescono a disattivare il robot. A causa dei danni provocati però, la nave si sta dirigendo in modo incontrollato verso il Sole. Obbligati così ad usare il motore iperspazio senza un portale che ne guidi la traiettoria, finiscono su un pianeta in una regione sconosciuta dell'universo. L'equipaggio scopre poi due navi abbandonate in orbita, la Proteus e un'altra nave, di fattura aliena. Decidono infine di salire a bordo della nave terrestre con l'aiuto del robot, che ora Will può controllare da remoto. Nella Proteus scoprono che la nave stessa proviene da decenni nel futuro e che dai suoi dati di navigazione si può giungere ad Alpha Prime. Mentre è ancora a bordo della nave, il gruppo viene attaccato da creature simili a ragni e, nella fuga, Smith viene ferito da uno di essi mentre il robot rimane danneggiato irreparabilmente, anche se Will riuscirà a salvarne l'intelligenza computerizzata. Ignorando gli ordini di John, West distrugge il vascello per eliminare la minaccia aracnoide facendo schiantare la nave sul pianeta. Le distorsioni grazie alle quali le due navi erano state rilevate permangono anche dopo lo schianto, così Will ipotizza che siano dei portali temporali. Suo padre e West decidono quindi di esplorare una di queste distorsioni dove incontrano una versione futura di Will, il quale rivela loro che, nel suo passato, alcuni ragni erano sopravvissuti e li avevano attaccati uccidendo Maureen, Judy e Penny. Costruita una macchina del tempo, Will intendeva tornare sulla Terra prima del lancio della Jupiter II e impedire che tutto ciò accadesse.
Nel frattempo, il Will giovane e Smith entrano a loro volta in un'altra bolla temporale. Smith imbroglia Will facendosi dare la sua arma per ucciderlo, ma viene fermato dalla futura versione di se stesso, il quale si era preso cura di Will da quando aveva perso la sua famiglia ed era stato trasformato da un'infezione alla ferita in una sorta di ragno antropomorfo. Quando John Robinson e West raggiungono Will, quest'ultimo e West tornano nella loro epoca, portando con sé uno Smith ferito, mentre lo Smith del futuro rivela a John di essere stato lui ad aver ucciso la sua famiglia, ma di aver tenuto in vita Will affinché costruisse la macchina del tempo in modo da poter popolare la Terra con una razza di ragni spaziali. John ricorda improvvisamente che i ragni spaziali divorano i loro feriti, così apre uno squarcio nel ventre di Smith facendo uscire i piccoli ragni lì conservati che attaccano lo stesso Smith ferito e mentre i ragni lo divorano, John lo spinge all'interno del portale temporale uccidendolo. La crescente instabilità del pianeta causata dai portali costringe la Jupiter II a decollare ma non riesce a fuggire in tempo e viene distrutta. John però non era riuscito a salire a bordo e il Will del futuro decide di aiutarlo rimandandolo dalla sua famiglia, da solo poiché non vi è sufficiente energia per entrambi. Quando John si ricongiunge con la sua famiglia, suggerisce a West di usare nuovamente il motore per l'iperspazio. L'idea funziona ma il pianeta implode in un buco nero e la Jupiter è costretta ad usare un'altra volta il motore per sfuggire alla sua gravità. Usando i dati di navigazione della Proteus per definire una potenziale rotta verso Alpha Prime, la nave salta infine nell'iperspazio.

## Produzione
Diversi attori della serie originale appaiono nel film. June Lockhart, che interpretò Maureen Robinson, appare come la direttrice scolastica di Will, la signora Cartwright. Mark Goddard, che rivestì il ruolo del maggiore West, appare come l'ufficiale comandante del maggiore stesso. Angela Cartwright e Marta Kristen, rispettivamente Penny e Judy Robinson, appaiono come giornaliste. Dick Tufeld ritorna al suo ruolo di voce originale del robot, mentre Jonathan Harris, che interpretò il dottor Smith, rifiutò l'offerta del cameo come rappresentante del gruppo terroristico dichiarando "non ho mai recitato una parte piccola in vita mia e non ho intenzione di iniziare ora". Anche a Bill Mumy venne offerto di recitare un cameo ma rifiutò l'offerta dopo che gli venne detto che non avrebbe rivestito il ruolo a cui pensava, ossia il Will adulto, poiché gli venne detto che avrebbe "confuso gli spettatori".

## Colonna sonora
La TVT Records distribuì un album musicale del film il 31 marzo 1998, con undici tracce originali di Bruce Broughton, le quali non hanno alcun legame con le composizioni di John Williams per la serie del 1965, e con altre otto tracce di musica techno, la maggior parte delle quali sono udibili durante i titoli di coda del film. Una versione per il mercato europeo venne distribuito sostituendo le tracce Spider Attack, Jupiter Crashes e Spider Smith con altre tre nuove canzoni non usate nel film, ossia Aah-Yah, Asphalt Ostrich e Anarchy. Intrada Records distribuì un altro album nel 1999 con solo le tracce principali e uno completo nel 2016. La traccia Thru the Planet nell'album della TVT non è la stessa dell'album della Intrada titolata Through the Planet ma è una versione ridotta di Lost in Space, realizzata da Broughton, non usata poi nei titolo di coda, ma presente nell'album con le tracce principali.

## Distribuzione

### Data di uscita
Il film è stato distribuito nelle sale cinematografiche a livello mondiale a partire dal 3 aprile 1998, data di uscita negli Stati Uniti. In Italia, il film uscì nelle sale il 15 gennaio 1999.

### Edizionehome video
Per il film sono state distribuite versioni VHS, DVD e successivamente Blu-ray. Le ultime due contengono inoltre alcune sequenze cancellate.

## Accoglienza

### Incassi
Nel primo fine settimana dopo l'uscita negli Stati Uniti, il film ottenne un ricavo di oltre venti milioni di dollari, raggiungendo il primo posto al botteghino, scalzando il film Titanic dopo quindici settimane di primato. In totale, negli Stati Uniti, Lost in Space ricavò più di 69 milioni di dollari e altri 67 milioni fuori dal paese, raggiungendo un totale di 136 milioni di dollari.

### Critica
La critica valutò il film in generale negativamente, criticando i suoi toni cupi. Il sito Rotten Tomatoes riportò che solo il 27% delle critiche rilevate erano positive, affermando che il film era stato "diretto goffamente" e mancava del fascino presente nella serie originale. Su Metacritic, il film ottenne un punteggio di 42 su 100, ottenuto dalle valutazioni di diciannove critici.
Roger Ebert ha dato al film un punteggio di 1,5 su 4, definendolo un "ottuso spara-a-tutti". Wade Major sulla rivista Boxoffice valutò il film 1,5 su 5 definendolo "l'adattamento più stupido e meno fantasioso di una serie televisiva finora trasportato sul grande schermo". James Berardinelli fu invece leggermente positivo, dando un punteggio di 2,5 su 4. Nonostante avesse valutato positivamente la grafica dei vari set, criticò "la storia vagabonda e i protagonisti senza vita", affermando che "Lost in Space presenta alcune sequenze che generano picchi di adrenalina, ma non è di certo un film da farti afferrare il bordo del sedile".
MyMovies dà invece una valutazione positiva, con un punteggio di 3,25 su 5, tenendo conto della critica, dell'opinione del pubblico e del rapporto tra incasso (negli Stati Uniti) e costi.